# Stafford County (Virginia)
Stafford County ist ein County im Bundesstaat Virginia der Vereinigten Staaten. Im Jahr 2020 hatte das County 156.927 Einwohner und eine Bevölkerungsdichte von 224 Einwohnern pro Quadratkilometer. Der Verwaltungssitz (County Seat) ist Stafford.

## Geographie
Stafford County liegt im Nordosten von Virginia, grenzt im Osten an Maryland, getrennt durch den Potomac River und hat eine Fläche von 725 Quadratkilometern, wovon 25 Quadratkilometer Wasserfläche sind. Die südliche Grenze bildet der Rappahannock River. Es grenzt im Uhrzeigersinn an folgende Countys: Prince William County, Culpeper County, Spotsylvania County, Caroline County, King George County und Fauquier County.

## Geschichte
Gebildet wurde es 1664 aus Teilen des Westmoreland County. Benannt wurde das County nach der englischen Stadt Staffordshire. George Washington verbrachte seine Kindheit hier, auf dem Familien-Landsitz Ferry Farm am Rappahannock River, nicht weit entfernt von Fredericksburg. 

## Demografische Daten

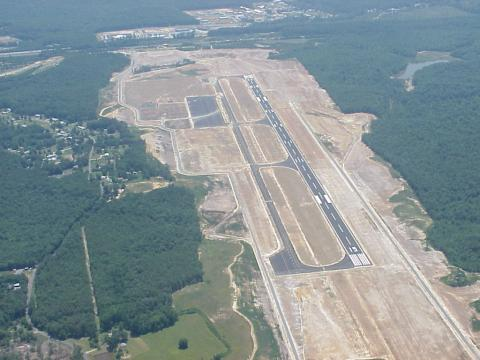
Stafford Regional Airport

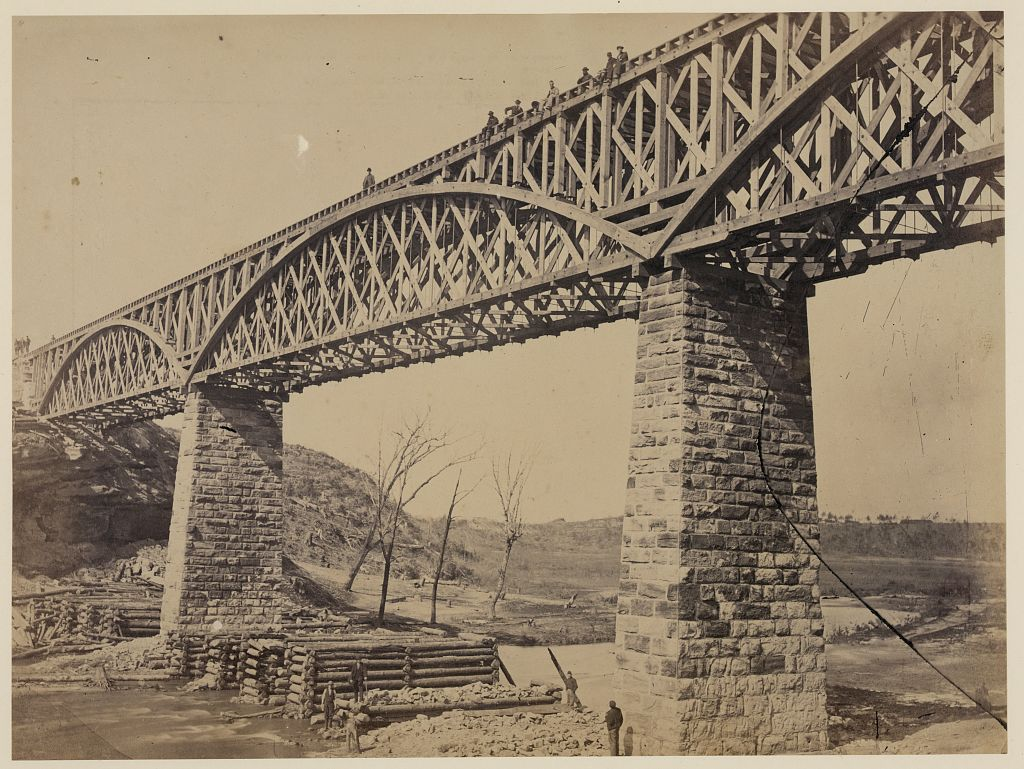
Potomac Creek Bridge

Alterspyramide des Stafford County

Nach der Volkszählung im Jahr 2000 lebten im Stafford County 92.446 Menschen in 30.187 Haushalten und 24.481 Familien. Die Bevölkerungsdichte betrug 132 Einwohner pro Quadratkilometer. Ethnisch betrachtet setzte sich die Bevölkerung zusammen aus 82,00 Prozent Weißen, 12,13 Prozent Afroamerikanern, 0,45 Prozent amerikanischen Ureinwohnern, 1,64 Prozent Asiaten, 0,10 Prozent Bewohnern aus dem pazifischen Inselraum und 1,21 Prozent aus anderen ethnischen Gruppen; 2,47 Prozent stammten von zwei oder mehr Ethnien ab. 3,62 Prozent der Bevölkerung waren spanischer oder lateinamerikanischer Abstammung.
Von den 30.187 Haushalten hatten 46,9 Prozent Kinder und Jugendliche unter 18 Jahre, die bei ihnen lebten. 68,0 Prozent waren verheiratete, zusammenlebende Paare, 9,3 Prozent waren allein erziehende Mütter, 18,9 Prozent waren keine Familien, 13,8 Prozent waren Singlehaushalte und in 3,4 Prozent lebten Menschen im Alter von 65 Jahren oder darüber. Die Durchschnittshaushaltsgröße betrug 3,10 und die durchschnittliche Familiengröße lag bei 3,32 Personen.
Auf das gesamte County bezogen setzte sich die Bevölkerung zusammen aus 31,6 Prozent Einwohnern unter 18 Jahren, 7,8 Prozent zwischen 18 und 24 Jahren, 33,7 Prozent zwischen 25 und 44 Jahren, 21,1 Prozent zwischen 45 und 64 Jahren und 5,9 Prozent waren 65 Jahre alt oder darüber. Das Durchschnittsalter betrug 33 Jahre. Auf 100 weibliche Personen kamen 101,1 männliche Personen. Auf 100 Frauen im Alter von 18 Jahren oder darüber kamen statistisch 99,5 Männer.

Das jährliche Durchschnittseinkommen eines Haushalts betrug 66.809 USD, das Durchschnittseinkommen der Familien betrug 71.575 USD. Männer hatten ein Durchschnittseinkommen von 47.080 USD, Frauen 31.469 USD. Das Prokopfeinkommen betrug 24.762 USD. 2,4 Prozent der Familien und 3,5 Prozent der Bevölkerung lebten unterhalb der Armutsgrenze. Davon waren 3,3 Prozent Kinder oder Jugendliche unter 18 Jahre und 5,3 Prozent waren Menschen über 65 Jahre.